# Calificările pentru Campionatul Mondial de Fotbal 2018 (CONCACAF) – runda a patra
A patra rundă a meciurilor CONCACAF pentru Calificările pentru Campionatul Mondial FIFA 2018 s-a disputat între 7 noiembrie 2015 și 6 septembrie 2016.

## Format
Un total de 12 echipe (echipele clasate de la 1 spre 6 CONCACAF-Lista intraților și 6 din A treia rundă câștigătorii) sunt divizate în trei grupe a câte 4 echipe fiecare. În fiecare grupă echipele vor juca acasă și în deplasare într-un format round-robbin pentru un total de 6 meciuri pentru  fiecare echipă în parte.

## Tragerea la sorți
Tragerea la sorți pentru runda a patra a avut loc pe 25 iulie 2015 la Konstantinovsky Palace, Rusia.
| Bol 1                                                               | Bol 2                                                      | A treia rundă câștigători |
| ------------------------------------------------------------------- | ---------------------------------------------------------- | --- |
| 1. Costa Rica (15) 2. Mexic (17) 3. Statele Unite ale Americii (18) | 1. Honduras (43) 2. Panama (63) 3. Trinidad și Tobago (80) | 1. Jamaica (85) 2. Haiti (117) 3. Canada (122) 4. El Salvador (127) 5. Guatemala (134) 6. Sfântul Vicențiu și Grenadine (134) |

## Program
| Zi de meci   | Data                          |
| ------------ | ----------------------------- |
| Zi de meci 1 | 9–17 noiembrie 2015           |
| Zi de meci 2 | 9–17 noiembrie 2015           |
| Zi de meci 3 | 21–29 martie 2016             |
| Zi de meci 4 | 21–29 martie 2016             |
| Zi de meci 5 | 29 August – 6 septembrie 2016 |
| Zi de meci 6 | 29 August – 6 septembrie 2016 |

## Grupe

### Grupa A
| Echipa      | MJ | V | E | Î | GM | GP | G   | Pct |
| ----------- | -- | - | - | - | -- | -- | --- | --- |
| Mexic       | 6  | 5 | 1 | 0 | 13 | 1  | +12 | 16  |
| Honduras    | 6  | 2 | 2 | 2 | 6  | 6  | 0   | 8   |
| Canada      | 6  | 2 | 1 | 3 | 5  | 8  | −3  | 7   |
| El Salvador | 6  | 0 | 2 | 4 | 4  | 13 | −9  | 2   |

- Mexic și  Honduras avansează în următoarea rundă.
- El Salvador și  Canada au fost eliminate.

| Mexic                            | 3–0                             | El Salvador |
| -------------------------------- | ------------------------------- | ----------- |
| Guardado 7' Herrera 42' Vela 64' | Report (FIFA) Report (CONCACAF) |             |

| Canada    | 1–0                             | Honduras |
| --------- | ------------------------------- | -------- |
| Larin 38' | Report (FIFA) Report (CONCACAF) |          |

| Honduras | 0–2                             | Mexic               |
| -------- | ------------------------------- | ------------------- |
|          | Report (FIFA) Report (CONCACAF) | Corona 67' Damm 72' |

| El Salvador | 0–0                             | Canada |
| ----------- | ------------------------------- | ------ |
|             | Report (FIFA) Report (CONCACAF) |        |

| Canada | 0–3                             | Mexic                               |
| ------ | ------------------------------- | ----------------------------------- |
|        | Report (FIFA) Report (CONCACAF) | Hernández 32' Lozano 40' Corona 72' |

| El Salvador            | 2–2                             | Honduras            |
| ---------------------- | ------------------------------- | ------------------- |
| Punyed 47' Bonilla 88' | Report (FIFA) Report (CONCACAF) | Elis 19' Lozano 59' |

| Mexic                            | 2–0                             | Canada |
| -------------------------------- | ------------------------------- | ------ |
| Guardado 17' (pen.) Corona 45+3' | Report (FIFA) Report (CONCACAF) |        |

| Honduras                | 2–0                             | El Salvador |
| ----------------------- | ------------------------------- | ----------- |
| García 52' Quioto 90+4' | Report (FIFA) Report (CONCACAF) |             |

| El Salvador      | 1–3                             | Mexic                                       |
| ---------------- | ------------------------------- | ------------------------------------------- |
| Larín 24' (pen.) | Report (FIFA) Report (CONCACAF) | Moreno 52' Sepúlveda 58' Jiménez 73' (pen.) |

| Honduras                  | 2–1                             | Canada    |
| ------------------------- | ------------------------------- | --------- |
| Martínez 45+2' Quioto 50' | Report (FIFA) Report (CONCACAF) | James 35' |

| Mexic | 0–0                             | Honduras |
| ----- | ------------------------------- | -------- |
|       | Report (FIFA) Report (CONCACAF) |          |

| Canada                               | 3–1                             | El Salvador |
| ------------------------------------ | ------------------------------- | ----------- |
| Larin 11' Ledgerwood 53' Edgar 90+2' | Report (FIFA) Report (CONCACAF) | Bonilla 78' |

### Grupa B
| Echipa     | MJ | V | E | Î | GM | GP | G  | Pct |
| ---------- | -- | - | - | - | -- | -- | -- | --- |
| Costa Rica | 6  | 5 | 1 | 0 | 11 | 4  | +7 | 16  |
| Panama     | 6  | 3 | 1 | 2 | 8  | 5  | +3 | 10  |
| Haiti      | 6  | 1 | 1 | 4 | 2  | 4  | −2 | 4   |
| Jamaica    | 6  | 1 | 1 | 4 | 2  | 10 | −8 | 4   |

- Costa Rica și  Panama avansează în următoarea rundă.
- Jamaica și  Haiti au fost eliminate.

| Costa Rica | 1–0                             | Haiti |
| ---------- | ------------------------------- | ----- |
| Gamboa 29' | Report (FIFA) Report (CONCACAF) |       |

| Jamaica | 0–2                             | Panama                         |
| ------- | ------------------------------- | ------------------------------ |
|         | Report (FIFA) Report (CONCACAF) | Quintero 43' Morgan 52' (o.g.) |

| Panama     | 1–2                             | Costa Rica         |
| ---------- | ------------------------------- | ------------------ |
| Tejada 71' | Report (FIFA) Report (CONCACAF) | Ruiz 66' Ureña 69' |

| Haiti | 0–1                             | Jamaica       |
| ----- | ------------------------------- | ------------- |
|       | Report (FIFA) Report (CONCACAF) | Donaldson 62' |

| Jamaica    | 1–1                             | Costa Rica |
| ---------- | ------------------------------- | ---------- |
| Watson 16' | Report (FIFA) Report (CONCACAF) | Acosta 67' |

| Haiti | 0–0                             | Panama |
| ----- | ------------------------------- | ------ |
|       | Report (FIFA) Report (CONCACAF) |        |

| Costa Rica                     | 3–0                             | Jamaica |
| ------------------------------ | ------------------------------- | ------- |
| Borges 7' Ruiz 37' Venegas 76' | Report (FIFA) Report (CONCACAF) |         |

| Panama    | 1–0                             | Haiti |
| --------- | ------------------------------- | ----- |
| Baloy 81' | Report (FIFA) Report (CONCACAF) |       |

| Haiti | 0–1                             | Costa Rica   |
| ----- | ------------------------------- | ------------ |
|       | Report (FIFA) Report (CONCACAF) | Azofeifa 71' |

| Panama                  | 2–0                             | Jamaica |
| ----------------------- | ------------------------------- | ------- |
| Torres 28' Arroyo 90+2' | Report (FIFA) Report (CONCACAF) |         |

| Costa Rica                     | 3–2                             | Panama            |
| ------------------------------ | ------------------------------- | ----------------- |
| Bolaños 19', 79' Matarrita 84' | Report (FIFA) Report (CONCACAF) | Tejada 90' (pen.) |

| Jamaica | 0–2                             | Haiti                  |
| ------- | ------------------------------- | ---------------------- |
|         | Report (FIFA) Report (CONCACAF) | Lafrance 68' Nazon 88' |

### Grupa C
| Echipa                        | MJ | V | E | Î | GM | GP | G   | Pct |
| ----------------------------- | -- | - | - | - | -- | -- | --- | --- |
| Statele Unite ale Americii    | 6  | 4 | 1 | 1 | 20 | 3  | +17 | 13  |
| Trinidad și Tobago            | 6  | 3 | 2 | 1 | 13 | 9  | +4  | 11  |
| Guatemala                     | 6  | 3 | 1 | 2 | 18 | 11 | +7  | 10  |
| Sfântul Vicențiu și Grenadine | 6  | 0 | 0 | 6 | 6  | 34 | −28 | 0   |

- Trinidad și Tobago și  Statele Unite ale Americii avansează în următoarea rundă.
- Sfântul Vicențiu și Grenadine și  Guatemala au fost eliminată.

| Statele Unite ale Americii                                    | 6–1                             | Sfântul Vicențiu și Grenadine |
| ------------------------------------------------------------- | ------------------------------- | ----------------------------- |
| Wood 11' Johnson 29' Altidore 31', 74' Cameron 51' Zardes 58' | Report (FIFA) Report (CONCACAF) | Anderson 5'                   |

| Guatemala | 1–2                             | Trinidad și Tobago   |
| --------- | ------------------------------- | -------------------- |
| Mejía 90' | Report (FIFA) Report (CONCACAF) | Hyland 67' Jones 80' |

| Trinidad și Tobago | 0–0                             | Statele Unite ale Americii |
| ------------------ | ------------------------------- | -------------------------- |
|                    | Report (FIFA) Report (CONCACAF) |                            |

| Sfântul Vicențiu și Grenadine | 0–4                             | Guatemala                                        |
| ----------------------------- | ------------------------------- | ------------------------------------------------ |
|                               | Report (FIFA) Report (CONCACAF) | Cincotta 8' M. López 32' D. López 48' Tinoco 81' |

| Sfântul Vicențiu și Grenadine      | 2–3                             | Trinidad și Tobago              |
| ---------------------------------- | ------------------------------- | ------------------------------- |
| M. Samuel 45' (pen.) S. Samuel 77' | Report (FIFA) Report (CONCACAF) | J. Jones 58' L. Garcia 71', 82' |

| Guatemala           | 2–0                             | Statele Unite ale Americii |
| ------------------- | ------------------------------- | -------------------------- |
| Morales 7' Ruiz 15' | Report (FIFA) Report (CONCACAF) |                            |

| Statele Unite ale Americii                    | 4–0                             | Guatemala |
| --------------------------------------------- | ------------------------------- | --------- |
| Dempsey 12' Cameron 35' Zusi 46' Altidore 89' | Report (FIFA) Report (CONCACAF) |           |

| Trinidad și Tobago                                              | 6–0                             | Sfântul Vicențiu și Grenadine |
| --------------------------------------------------------------- | ------------------------------- | ----------------------------- |
| Bateau 36' J. Jones 49' K. Jones 60' Molino 66' Caesar 86', 89' | Report (FIFA) Report (CONCACAF) |                               |

| Sfântul Vicențiu și Grenadine | 0–6                             | Statele Unite ale Americii                                              |
| ----------------------------- | ------------------------------- | ----------------------------------------------------------------------- |
|                               | Report (FIFA) Report (CONCACAF) | Wood 28' Besler 32' Altidore 43' (pen.) Pulisic 71', 90+2' Kljestan 78' |

| Trinidad și Tobago  | 2–2                             | Guatemala     |
| ------------------- | ------------------------------- | ------------- |
| J. Jones 45+1', 62' | Report (FIFA) Report (CONCACAF) | Ruiz 36', 87' |

| Statele Unite ale Americii                 | 4–0                             | Trinidad și Tobago |
| ------------------------------------------ | ------------------------------- | ------------------ |
| Kljestan 44' Altidore 59', 63' Arriola 71' | Report (FIFA) Report (CONCACAF) |                    |

| Guatemala                                                                   | 9–3                             | Sfântul Vicențiu și Grenadine    |
| --------------------------------------------------------------------------- | ------------------------------- | -------------------------------- |
| Tinoco 13' Ruiz 20', 27', 36', 57', 59' Arreola 55' Morales 78' Márquez 83' | Report (FIFA) Report (CONCACAF) | Anderson 10', 29' McBurnette 90' |

## Marcatorii
Au fost marcate 107 goluri în 36 meciuri.
8 goluri
- Carlos Ruiz

6 goluri
- Jozy Altidore

4 goluri
- Joevin Jones

3 goluri
- Jesús Corona
- Oalex Anderson

2 goluri
- Cyle Larin
- Christian Bolaños
- Bryan Ruiz
- Nelson Bonilla
- Rafael Morales
- Gerson Tinoco
- Romell Quioto
- Andrés Guardado
- Luis Tejada
- Trevin Caesar
- Levi Garcia
- Kenwyne Jones
- Geoff Cameron
- Sacha Kljestan
- Christian Pulisic
- Bobby Wood

1 gol
- David Edgar
- Nikolas Ledgerwood
- Manjrekar James
- Johnny Acosta
- Randall Azofeifa
- Celso Borges
- Cristian Gamboa
- Rónald Matarrita
- Marco Ureña
- Johan Venegas
- Nelson Bonilla
- Alexander Larín
- Pablo Punyed
- Jairo Arreola
- Stefano Cincotta
- Dennis López
- Minor López
- Carlos Mejía
- Kevin Lafrance
- Duckens Nazon
- Alberth Elis
- Boniek García
- Anthony Lozano
- Mario Martínez
- Clayton Donaldson
- Je-Vaughn Watson
- Jürgen Damm
- Javier Hernández
- Héctor Herrera
- Raúl Jiménez
- Hirving Lozano
- Héctor Moreno
- Ángel Sepúlveda
- Carlos Vela
- Abdiel Arroyo
- Felipe Baloy
- Armando Cooper
- Gabriel Torres
- Nazir McBurnette
- Myron Samuel
- Shandel Samuel
- Sheldon Bateau
- Khaleem Hyland
- Kevin Molino
- Paul Arriola
- Matt Besler
- Clint Dempsey
- Fabian Johnson
- Gyasi Zardes
- Graham Zusi

1 autogol
- Wes Morgan (jucând contra Panamei)